# انجمن جهانی روان‌پزشکی

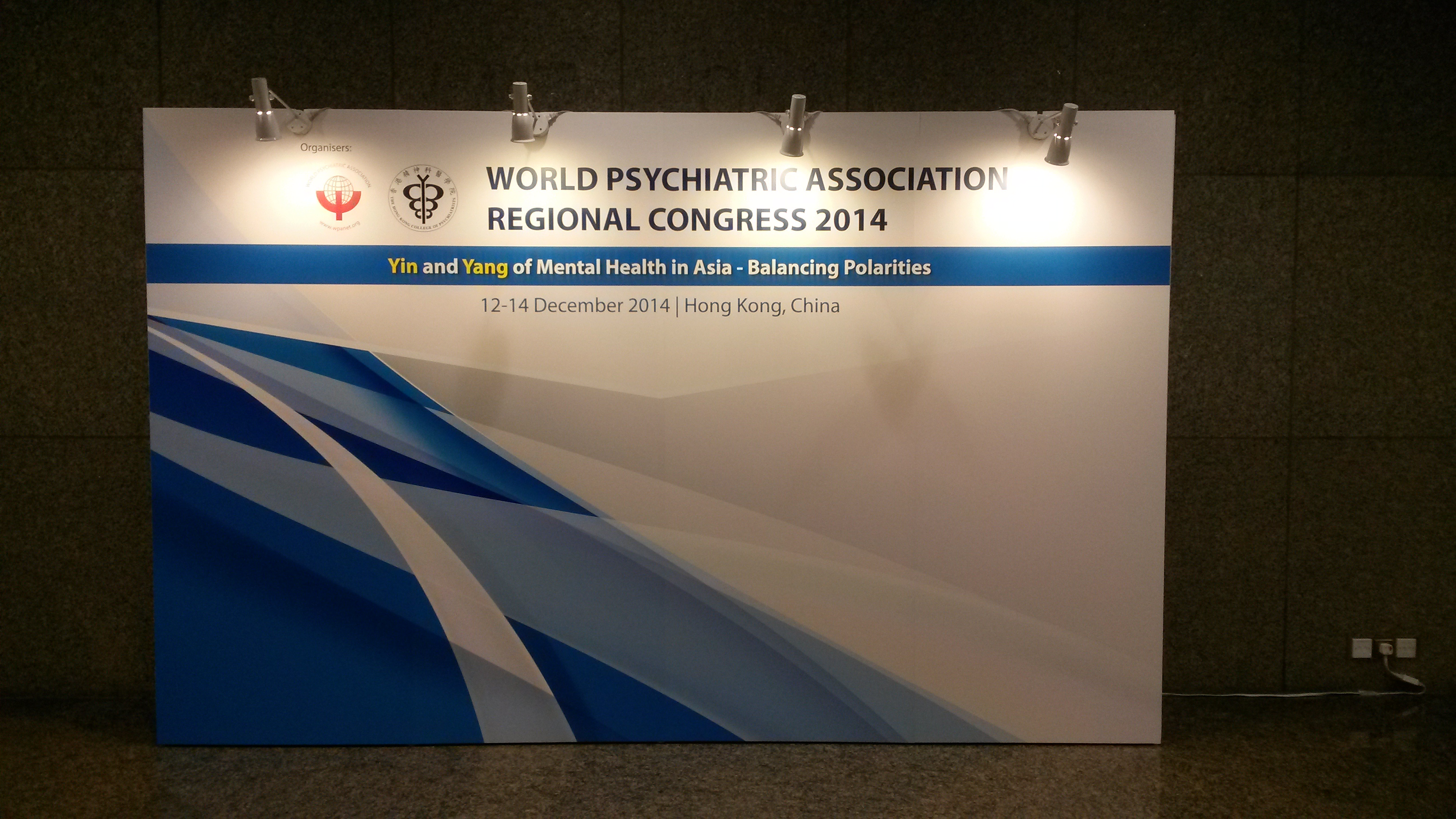
کنگره منطقه ای انجمن جهانی روان‌پزشکی ۲۰۱۴

انجمن جهانی روان‌پزشکی (به انگلیسی: World Psychiatric Association) یک سازمان چتری بین‌المللی از انجمن‌های روان‌پزشکی ملل مختلف است.

## اهداف
این انجمن که در اصل برای تولید کنگره‌های روان‌پزشکی جهانی ایجاد شد، برای برگزاری جلسات منطقه ای، ارتقای آموزش حرفه ای و تعیین استانداردهای اخلاقی، علمی و درمانی برای روان‌پزشکی به وجود آماده است.

## انتشارات
نشریه رسمی این انجمن «World Psychiatry» نام دارد. کتاب‌های رسمی انجمن جهانی روان‌پزشکی و روان‌پزشکی توسط وایلی-بلک‌ول منتشر شده‌است. این انجمن همچنین یک خبرنامه فصلی را در ولگاه خود منتشر می‌کند.
چندین بخش علمی این انجمن دارای مجلات و خبرنامه‌های رسمی خود نیز هستند.